# 競技場 (バレーボール)

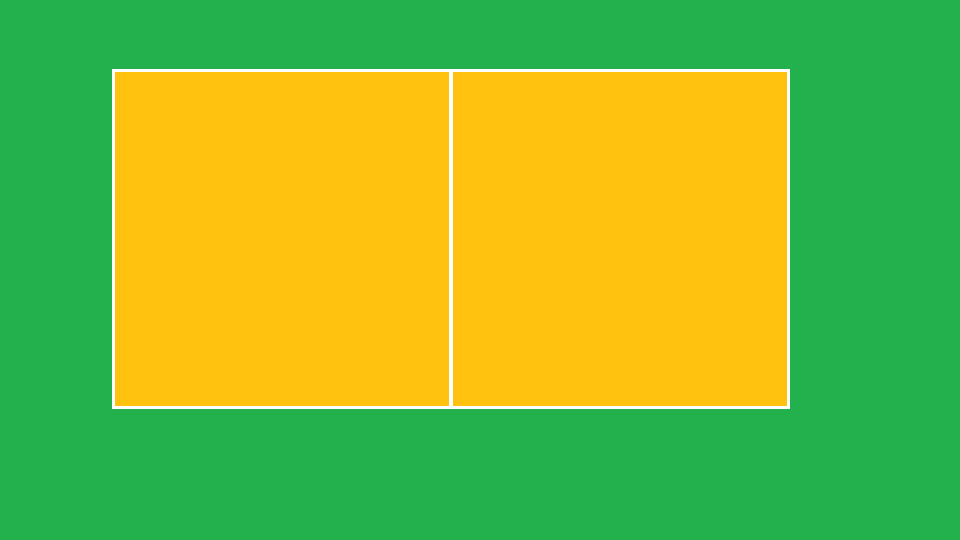
競技場。オレンジの部分がコート、グリーンの部分がフリーゾーンである。

本項では、バレーボール（6人制・9人制バレーおよびビーチバレー）における競技場（きょうぎじょう）について述べる。国際バレーボール連盟（FIVB）または日本バレーボール協会公認仕様の競技場を原則とした。
バレーボールではインフィールドをコートと呼び、それ以外のプレイが可能なエリアをフリーゾーンと呼ぶ。コートとフリーゾーンとは幅5cmのライン（エンドライン及びサイドライン）で区切られている。長方形のコートを2分するように中央にセンターラインが引かれ（ビーチバレーではセンターラインはない）、その上部にネットが張られる。

## 床面の材質

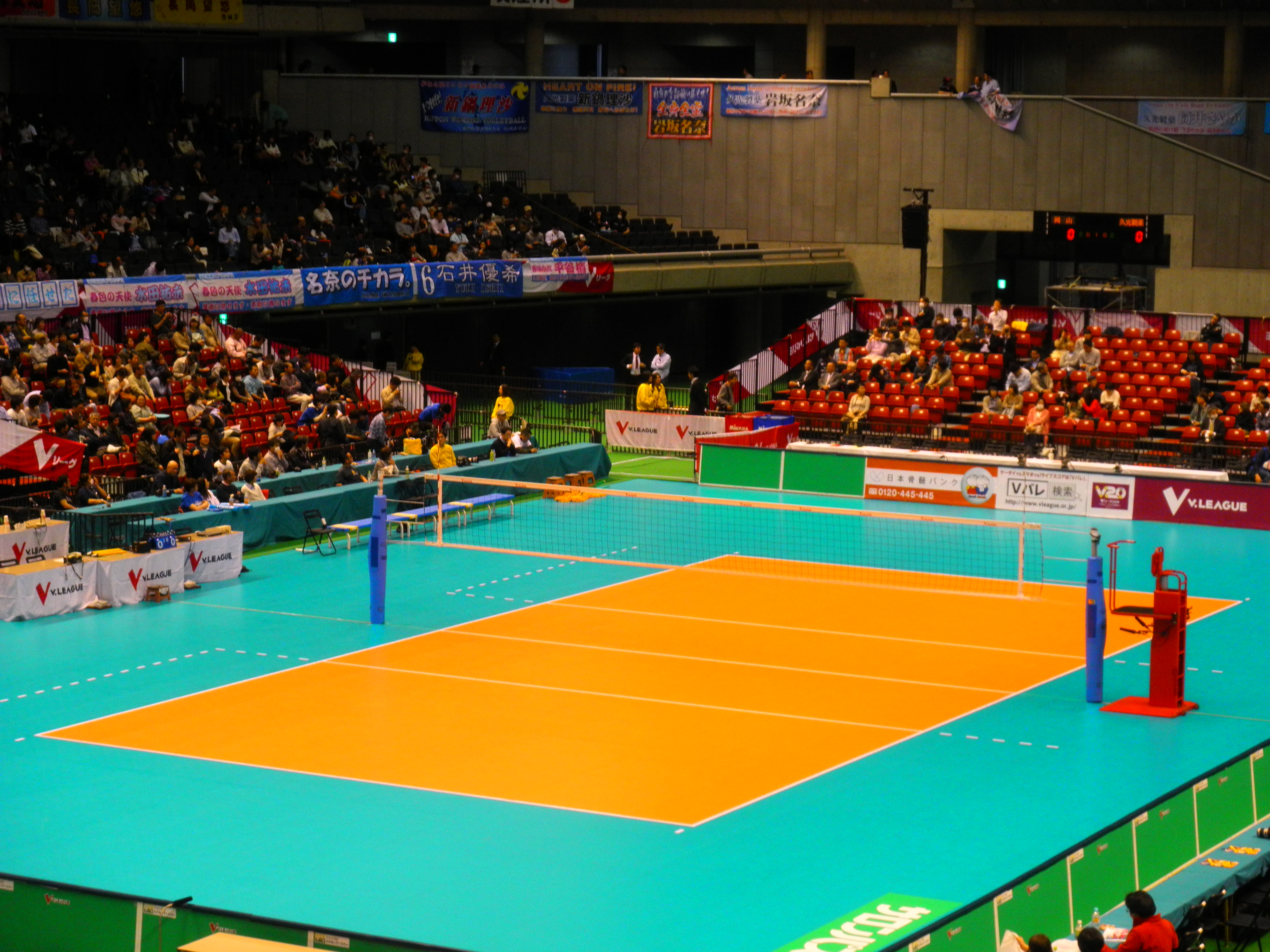
タラフレックスコート

6人制・9人制では木製コートを使用することが多いが、FIVB主催の国際大会においては、タラフレックス（Taraflex）と呼ばれる弾性合成材製コートが使用される。
ビーチバレーでは、競技場（砂地）は40cm以上の深さが必要で、きめ細かい砂地でなければならない。

## ライン
- 赤ラインがエンド・ライン
- 赤ラインがサイド・ライン
- 赤ラインがセンター・ライン。
ビーチバレーではセンターラインは設置されない。
- 赤ラインがアタックライン。
6人制のコートで設置される。

ラインは幅5cmで、6人制・9人制ではラインテープにより競技場の床面に引かれる。
6人制においては、センターラインから3mエンドラインに寄った場所にアタックラインが設置される。後衛プレイヤーはアタックラインを越えてフロントゾーン側でアタックができない。またリベロはオーバーハンドでアタックラインを越えてセット（トス）を上げることができない。
ビーチバレーではテープが使用できないため、砂地と明確に異なる色のリボンを使用する。リボンは柔らかいアンカーで競技場（砂地）に固定される。

## コートの広さ
成人男子用のコートの広さは下記の通り。
| 種目         | 短 辺 | 長 辺 | 備考                  |
| ------------ | ----- | ----- | --------------------- |
| 6人制        | 9m    | 18m   |                       |
| 9人制        | 10.5m | 21m   | 成人女子は6人制と同じ |
| ビーチバレー | 8m    | 16m   |                       |

## フリーゾーンの広さ
一般成人用のフリーゾンの広さは下記の通り。
| 種目         | エンドラインから境界まで | サイドラインから境界まで |
| ------------ | ------------------------ | ------------------------ |
| 6人制        | 最低8m（※）              | 最低5m                   |
| 9人制        | 最低8m（※）              | 最低5m                   |
| ビーチバレー | 5 - 6m                   | 5 - 6m                   |
（注）※6人制においては、2015/16シーズンから最低6.5mに改定された。

## 高さ
競技場の高さは最低12.5m必要とされている。

## 照度
高さ1mの位置で、1000lxから1500lxと規定されている。ビーチバレーにおいては、ナイトゲームにこの規定が適用される。

## ネット
ネットは10cm角のメッシュ状で、上部および下部に白帯（はくたい）が置かれる。ネット下部白帯から上部白帯までの垂直方法の長さは1mである。ネットのサイドライン直上にはサイドバンドが設置される。

### ネットの高さ
成人・高校用のネットの高さは下記の通り。
| 種目         | 男子  | 女子  |
| ------------ | ----- | ----- |
| 6人制        | 2.43m | 2.24m |
| 9人制        | 2.38m | 2.15m |
| ビーチバレー | 2.43m | 2.24m |

### アンテナ
アンテナは直径1cm、長さ1.8mのグラスファイバー製または相当品製で、10cm間隔で赤白のゼブラ状に塗り分けられる。ネットの垂直方向幅が1mなので、ネット上部の空間には80cm出る形態となる。
6人制・ビーチバレーではサイドバンドの外側に接して設置される。9人制ではサイドバンドの外側20cmに設置される。
- 9人制バレーボールのアンテナ
- 6人制バレーボールのアンテナ

## ウォームアップエリア
6人制・9人制ではサブスティチューション（交代競技者）が待機するエリアとして、ウォームアップエリアが置かれる。